# Пётр Варсима
Пётр Варсима (лат. Petrus Barsumes, греч. Πέτρος Βαρσύμης, fl. р. до 540 — ум. после 565) — византийский финансист и государственный деятель VI в. времён правления императора Юстиниана I.
Помимо официальных документов, главным источником его жизни является историк Прокопий, который относится к Варсиме в своей «Тайной истории» крайне враждебно, выставляя того тайным манихеем и вором: «в свое время, сидя у стола с медью, ловко крал оболы и обсчитывал людей благодаря проворству пальцев». Уроженец Сирии, он был, по словам Прокопия, выходцем из местных менял или банкиров. В какой-то момент он получил должность в штате преторианской префектуры Востока, прежде чем был назначен примерно в 540 г. на должность комита священных щедрот. В этой должности ему были присвоены звания почетного консула и патрикия. В 543 г. он сменил Феодота на посту префекта претория Востока и занимал этот пост до 546 г. Чтобы пополнить казну, он возобновил продажу должностей, но его спекуляция хлебными запасами столицы провалилась, и он был отстранён от должности Юстинианом. Пользуясь покровительством императрицы Феодоры, по словам Прокопия, он вскоре (в 547 г.) был вновь назначен на свою старую должность как sacrarum largitionum. Он оставался на своем посту до ок. 550 г. или, возможно, до 555 г., когда он был повторно назначен префектом преторианцев Востока. Он занимал этот пост до 562 года.